# Mariae Himmelfahrt (Burghaun)

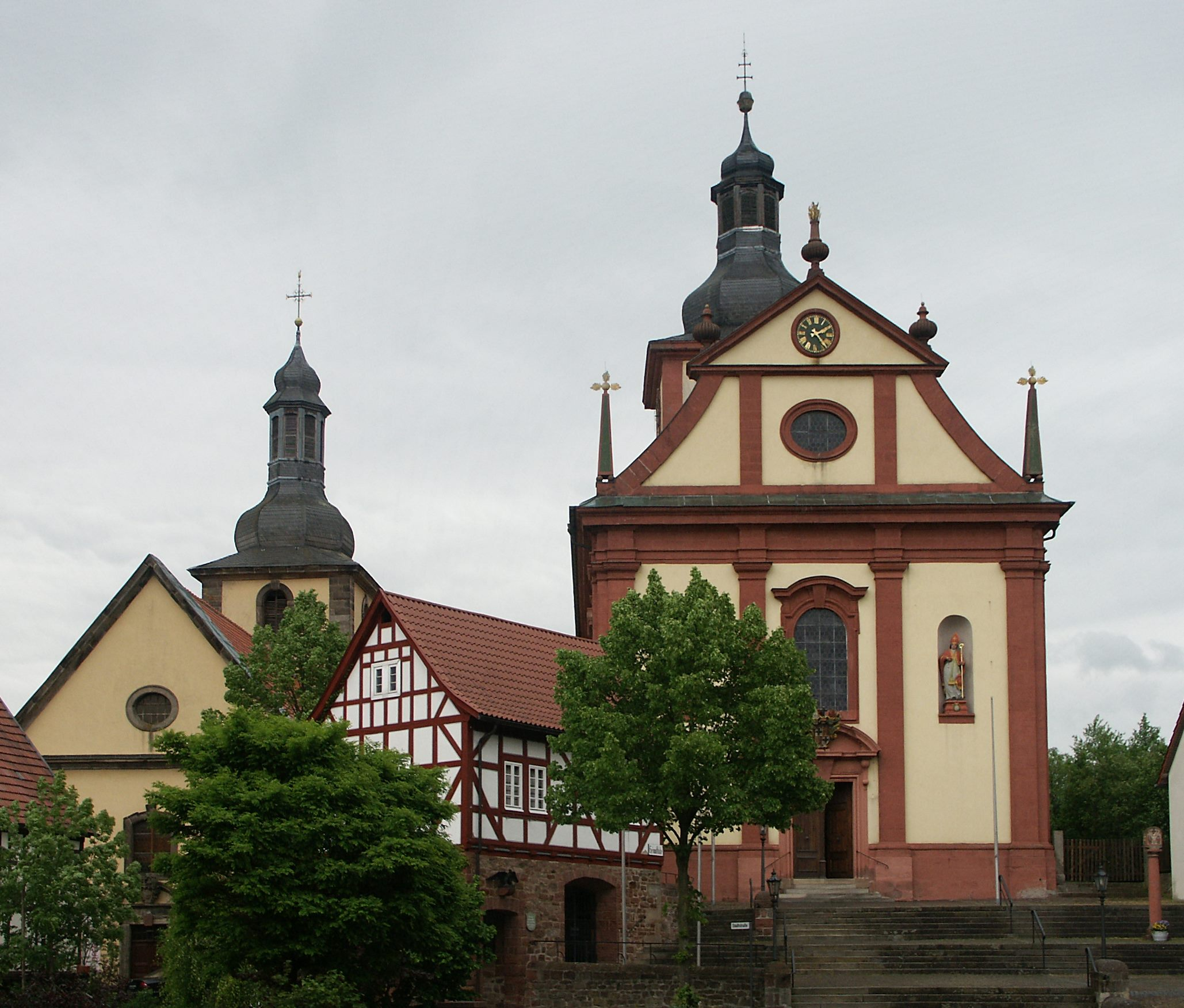
Pfarrkirche Mariae Himmelfahrt

Die römisch-katholische, denkmalgeschützte Filialkirche Mariae Himmelfahrt steht in der Gemeinde Burghaun im Landkreis Fulda (Hessen). Die Gemeinde gehört zum Dekanat Hünfeld-Geisa im Bistum Fulda.

## Beschreibung
Die große verputzte Saalkirche wurde nach einem Entwurf von Johann Dientzenhofer 1707–1717 erbaut, nachdem 1703–1706 im Auftrag von Fürstabt Adalbert von Schleifras die Ruine der Burg Haun komplett niedergelegt wurde. Sie hat einen Dachturm über dem Chor, der mit einer zwiebelförmigen Haube bedeckt ist, die von einer Laterne bekrönt wird. Am Ende einer breiten Freitreppe erhebt sich wirkungsvoll die von Pilastern gegliederte Fassade. Über dem Portal befindet sich das Wappen derer von Schleifras. In Wandnischen stehen die Statuen des heiligen Benedikt und des heiligen Adalbert. Der Innenraum ist mit einem Kreuzgewölbe mit Gewölbegurten über Pilastern an den Wänden überspannt. Der Altarraum ist durch den Chorbogen und die seitlichen Emporen gegliedert und von einer stuckierten Kuppel bekrönt. Zur Kirchenausstattung gehört ein zweigeschossig aufgebauter Hochaltar mit einer Statue der zum Himmel auffahrenden Gottesmutter. Im Auszug ist die Trinität dargestellt. Die Ölgemälde von den Zwölf Aposteln stammen aus dem Umkreis des Emanuel Wohlhaupter. Um 1730 wurde eine Orgel von Adolf von Dalberg gestiftet. Sie wurde 1878 durch eine Orgel mit 20 Registern, 2 Manualen und einem Pedal von den Gebrüdern Euler ersetzt. Diese Orgel wurde von Förster & Nicolaus Orgelbau restauriert.